# Cronologia dels escacs

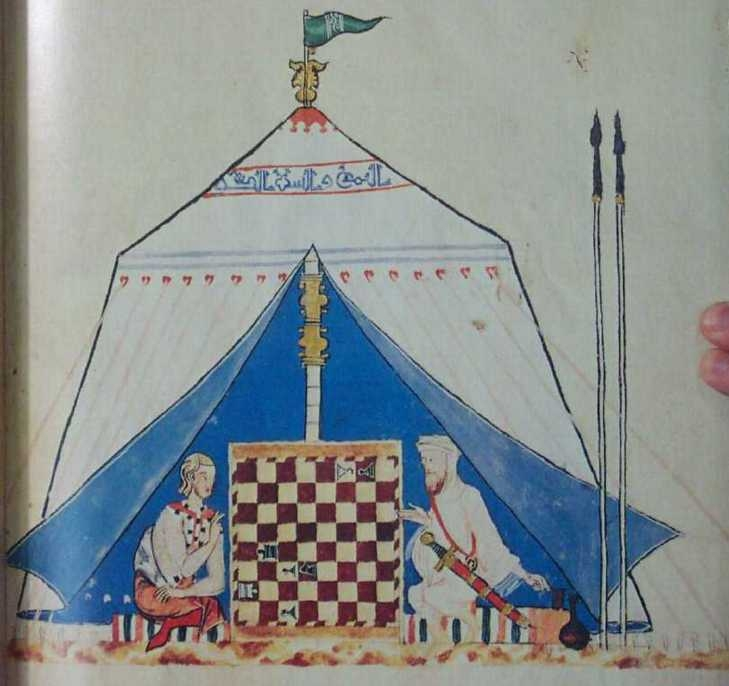
Gravat del Libro de los juegos. Alfons X el Savi.

La que segueix és una cronologia dels escacs. Un conjunt de dades diverses, relacionades amb el tema i ordenades cronològicament.

## Dades i documents

### Any 500
- 563. Introducció dels escacs (des de l'Índia) a Pèrsia en època de Còsroes I.
  - Segons testimoni de Pedro Teixeira (viatger), que va publicar la traducció de l'historiador persa Mirkhwand.[1][2][3]
  - Vegeu Xaturanga i Xatranj.
- 569. Llibre sobre el Xiangqi, els escacs xinesos.

### Any 700
- 764. Segons algunes versions, Pipí I el Breu feu donació d'un joc d'escacs (de vidre o cristall de roca) a l'abadia de Moissac.[4][5]
  - Una altra interpretació considera que el terme "cachos" indicaria "vasos" (recipients).[6]

### Any 800
- c 840. Primers problemes d'escacs conservats per part de l'autor, Abu-Mansur Muhàmmad al-Qàhir bi-L·lah, califa de Bagdad.[7]
- c 840. Kitab aix-xatranj (Llibre dels escacs), Abu-Bakr ibn Yahya as-Sulí.[8]
- c 899. Tractat del metge Abu-l-Abbàs.[9][10]

### Any 900
- c 947. Al-Massudí, en la seva obra Els prats d'or, va parlar dels escacs en dues ocasions. I de l'ivori, molt preuat per a fer escacs, entre altres coses.[11]
  - "...in his reign the game of the chess was invented...".[12]
  - Dades sobre els escacs (en francès).[13]
  - Ús principal del vori en la construcció de jocs d'escacs.[14]
- c 998. Versus de Scachis.[15][16]

### Any 1000

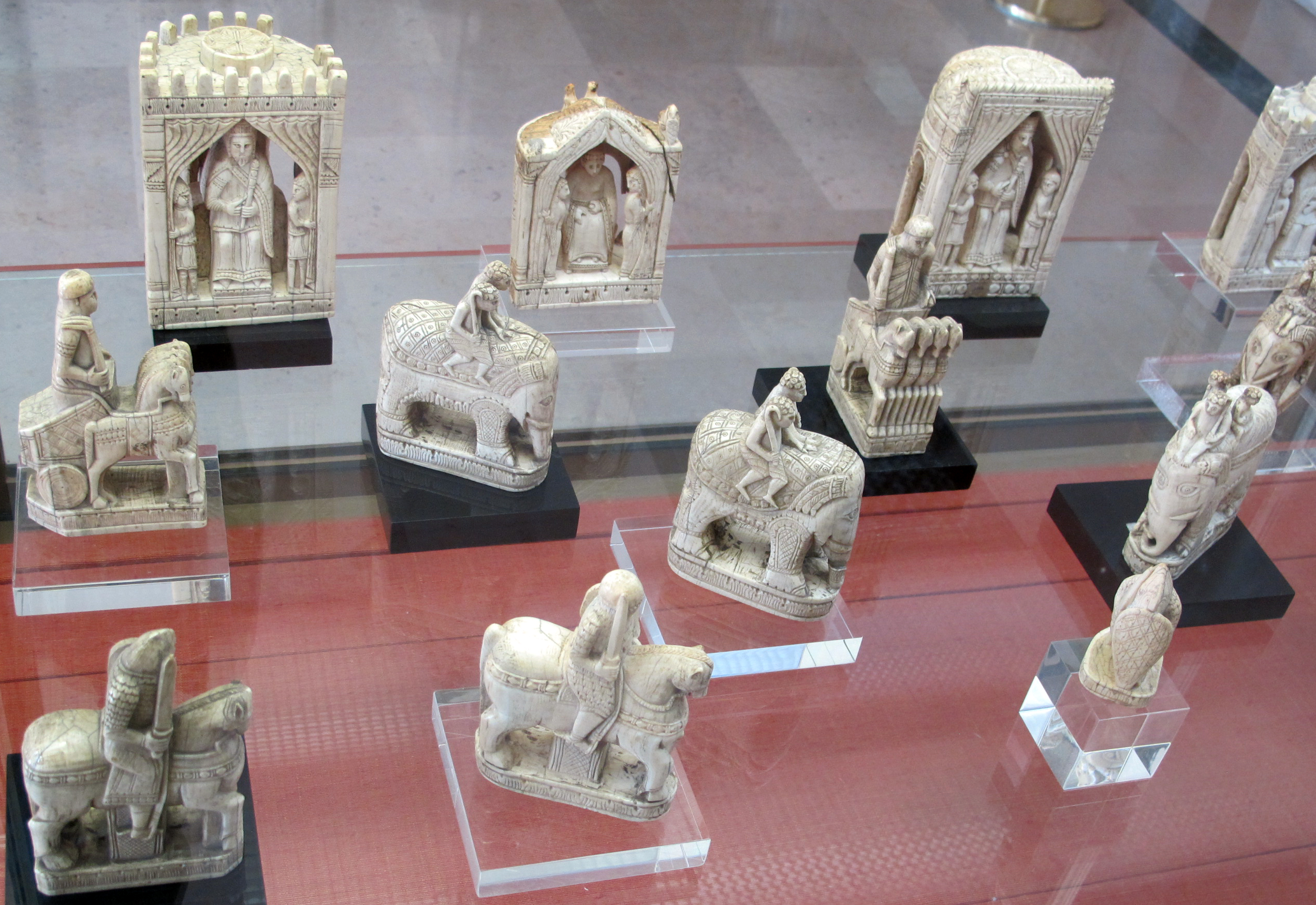
Joc d'escacs d'ivori (impròpiament dit) de Carlemany.

- c 1000. Firdawsí en El Llibre dels Reis.[9][17][18]
- 1008. “... ipsos meos schacos...”.[19][20]
  - El testament de Ermengol I d'Urgell. dit de Córdova, esmenta uns escacs de la seva propietat.
- 1010.[21][22]
- 1045. "... Et ipsos escachs et tabulas de osso, qui ibidem sunt, remaneant ad fratem meum Bernardum...”.[23]
- 1058. "...eschacos christalinos...".[24]
- c 1061. Carta de Pere Damià al bisbe de Florència criticant-lo severament per haver jugat als escacs.[25]
- c 1090. Joc d'escacs d'ivori, dit de Carlemany.[26]

### Any 1100
- c 1140. Abraham ibn Ezra. Autor d'un poema en hebreu que fou traduït al llatí per Thomas Hyde: Carmina Rhytmica de Ludo Shah-Mat.[27]
- c 1180. La cançó de gesta en occità Girard de Rosselhon parla dels escacs: “... D'eschas sap e de taulas, de juc, de daz…”.[28]
- 1190. Alexander Neckam. De naturis rerum (Cap. 184: De Sacaccis, pàgina 324).[29][30]

### Any 1200
- 1252 - 1284. Juegos diversos de Axedrez, dados, y tablas con sus explicaciones, ordenados por mandado del Rey don Alfonso el sabio.[31][32]
- 1274-1276. Ramon Llull. Doctrina pueril (Cap. C. Del Paradís). “...Quan seuràs a la taula del joc dels escacs...”.[33]
- 1286. Manuscrit Bonus Socius.[34][35]
- 1283-87. El poema Il Fiore, atribuït a Dante Alighieri, parla de l'escac i mat: “scacco matto”.[36]
- 1291-95. Galvano de Levanto parla dels escacs en el Liber Sancti Pasagii christicolarum contra saracenos pro recuperatione Terrae Sanctae.[37][38]
  - La primera part del llibre és un regiment de prínceps basat en el joc dels escacs.

| «                    | Liber autem iste dividitur in duos tractatus, in quorum primo agit de regimine principum, atropologice educto de ludo scachorum; in secundo, de persuasione neophyta christicolis ad passagium sanctum. Primus continet capitula VIIII. 1 Capitulum de causa inventionis ludi scacorum et ejus hystoria. | » |
| — Galvano de Levanto | |   |

### Any 1300
- c 1300. Jacobus de Cessolis.
  - [39]
  - [40][41]
  - Josep Brunet i Bellet.[42]
  - c 1340. Jean de Vignay.[43][44]
- 1309.[45]
- 1320. Paris: “...unum scaccarium de iaspide et calsidonio cum familia...”.[46]
- c 1330. Raimon de Cornet fou l'autor d'un sirventès que exposava les normes de cortesia del jugador d'escacs.
- 1331. "...de ludo tabularum et sccacorum"
- c 1390. Francesc Eiximenis :”...seria així com a bossa d'escachs, qui ensemps té mesclats reys e rochs, peons e orfils, cavallers e regines...”.[47]
- c 1390. Geoffrey Chaucer. "... First the chesse so was his name...".[48][49]
- c 1390. Tamerlà esmentat jugant als escacs.[50]

### Any 1400

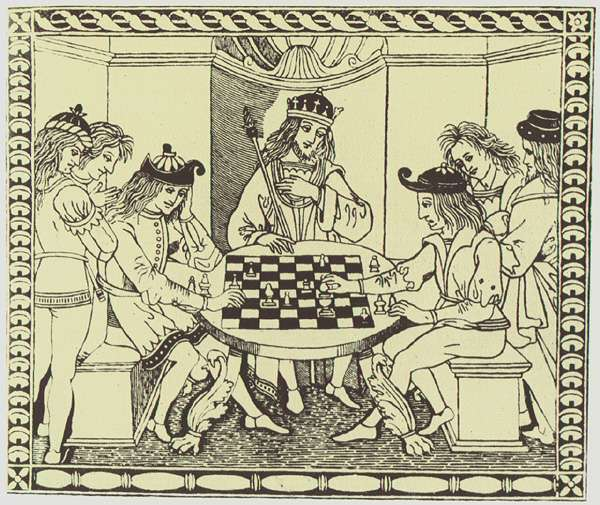
Gravat de 1493.

- 1410. Inventari de Martí l'Humà: "...un altre libre apellat Dels Schacs...".[53]
  - L'inventari anterior constata diversos jocs d'escacs i uns quants llibres sobre el tema.
- 1423. Inventari de Ferrer de Gualbes: “…un libre scrit en pergamins, ab posts cuberts de cuyro vert sens tencador, appellat Libre dels scachs…”.[54]
- 1437. Testament del cirurgià-barber Leonci Mestre, a Barcelona. En l'inventari dels seus béns consta un tauler de noguera de jugar als escacs i un joc d'escacs en una capsa.[55]
- 1447. Daroca. Inventari de Pero Polo, en aragonès: "...Item, hun scaxo de colores, biexo...."
- c 1450. Ausiàs March, poema CVI (versos 449,450): "...Poble jo dic a rei, peons e roc,//duc, cavaller, jurista e menestral...".[56]
- 1454. Tractatus Partitorum Schacorum Tabularum et Merelorum Scriptus Anno 1454.[57]
- 1455. Bibliographie anecdotique du jeu des échecs. Jean Gay.[58]
- 1466. Gravat més antic de persones jugant als escacs.[59]
- 1495. Llibre dels jochs partits dels schacs en nombre de 100. Francesc Vicent.[60][61]
- 1497. Luis Ramírez de Lucena.[62]

### Any 1500
- c 1500. De Ludo Schacorum. Luca Pacioli.[63]
- 1504. Le jeu des eschez moralisé et l'ordre de Chevalerie.[64][65]
- 1512. Libro da imparare giochare à scachi. Pedro Damião.[66][67]
- 1529. Marci Hieronymi Vidæ Scachorum Liber. Marcus Hieronymus Vida, bisbe d'Alba.[68]
- 1529. Hun libre scrit en paper ab cubertes de posts, appellat Doctrina moral de Jochs de scachs (Not. Salvio Beuló; inv. de Jaime Parers, mercader, 1529).
- 1533. Atahualpa.[69]
  - Una tradició explica que, en una partida d'escacs entre Hernando de Soto i Riquelme, Atahualpa va aconsellar un jugada al primer i De Soto va guanyar la partida. Riquelme fou un dels que sentenciaren a mort l'emperador inca, en absència de De Soto.[70]
- 1555. Olaus Magnus i els escacs.[71]
  - Vegeu Historia de gentibus septentrionalibus.
- c 1560. Cosimo I de Medici era molt afeccionat als escacs. Jugava sovint amb Zanobi Magnolino, un professional famós de l'època.[72][73]
- 1561. Libro de la invencion liberal y arte del juego del axedrez. Ruy López de Segura.[74]
- 1583. De Ludo Scacchorum in legali methodo tractatus. Thomae Actii.[75]
- 1590. Giulio Cesare Polerio.[76]
- 1597. Libro nel quale si tratta della maniera di giuocar a scacchi. Horatio Gianutio.[77][78]

### Any 1600
- 1604. Trattato dell'Inventione et Arte Liberale del Gioco Degli Scacchi. Alessandro Salvio.[79]
  - 1634. Il Puttino. Biografia novelada de Paolo Boi i Giovanni Leonardo da Cutri.[80]
- 1617. Il Gioco de gli Scacchi. Pietro Carrera.[81]
- c 1625. Gioachino Greco.[82]
- 1660. Lleis sobre els escacs.[83]
- 1690. La filosofia overo Il perche degli scacchi. Marco Aurelio Severino[84]
- 1694. Publicació d'un poema sobre els escacs en hebreu, atribuït a Jafudà Bonsenyor de Barcelona, amb traducció al llatí per part de Thomas Hyde.[85]
  - Vegeu any 1767.

### Any 1700
- 1713. Le jeu des eschets.[86]
- 1735. The Noble Game of Chess. Joseph Bertin.[87]
- 1749. Analyse du jeu des Échecs. François-André Danican Philidor.[88]
- 1750. Scacchia Ludus. Marco Girolamo Vida.[89]
- 1766. Il giuoco degli scacchi. Carlo Cozio.[90]
- 1766. Corsa del cavallo per tutt' i scacchi dello scacchiere.[91]
- 1767. Thomas Hyde. De ludis orientalibus.[92]
- 1773. Il giuoco incomparabile degli scacchi. Domenico Lorenzo Ponziani.[93]
- 1787. Chess. Richard Twiss.[94]
- 1793. Referència a l'obra de Francesc Vicent (Libre dels jochs partits. 1495).[95]

### Any 1800
- 1802. Chess Made Easy. James Humphreys.[96]
- 1805. The Elements of Chess. François André Philidor.[97]
- 1824. Il giuocatore solitario di scacchi. Philip Stamma i Costantino Wunsch.[98]
- 1829. Volgarizzamento del libro de'costumi e degli offizii de'nobili sopra il giuoco degli scacchi di frate Jacopo da Cessole: tratto nuovamente da un codice Magliabechiano.[99]
- 1836. Revista d'escacs Le Palamède.[100]
- 1844. A Treatise on the Game of Chess. William Lewis.[101]
- 1845. El concepte de Campió del món d'escacs es planteja per primer cop. (Vegeu Campionat del món d'escacs).
- 1855. Observations on the Origin and Progress of Chess. Duncan Forbes.[102]
- 1856. Nouveau Manuel illustré du jeu des Échecs: Lois et Principes. Jules Arnous.[103]
- 1861. Nouveau manuel illustré du jeu des échecs. Jules Arnous de Riviere.[9]
- 1862. Le Ieu des Eschets. Traduction en vers français du poëme latin de Vida: 'De Ludo Scacchorum' par M. D. C. Marcus Hieronymus VIDA.[104]
- 1863. Traité élémentaire du jeu des échecs: avec cent parties des joueurs les plus célèbres, précédé de mélanges historiques anecdotiques et littéraires. Barthélemy comte de Basterot.[105]
- 1874. Geschichte und Litteratur des Schachspiels. Antonius van der Linde.
  - Primer volum.[106]
- 1890. El ajedrez: investigaciones sobre su origen. Josep Brunet i Bellet.[107]

### Any 1900
- 1921. José Raúl Capablanca Graupera.[108]
- 1924. Federació Internacional d'Escacs
- 1927. Olimpíades d'escacs
- 1927. Aleksandr Alekhin
- 1935. Max Euwe
- 1937. Aleksandr Alekhin recupera el campionat del món.
- 1948. Mikhaïl Botvínnik.[109]
- 1957. Vassili Smislov.[109]
- 1958. Mikhaïl Botvínnik.[109]
- 1960. Mikhaïl Tal.[109]
- 1961. Mikhaïl Botvínnik.[109]
- 1963. Tigran Petrossian.[109]
- 1969. Borís Spasski.[109]
- 1972. Bobby Fischer.[109]
- 1975. Anatoli Kàrpov.[109]
- 1985. Garri Kaspàrov.[109]
- 1996-1997. Deep Blue contra Garri Kaspàrov

### Any 2000
- 2000. Vladímir Kràmnik
- 2017. L'artista armeni-americà Ara Ghazaryan va batre un rècord previ dissenyant i construint el joc d'escacs (jugable) més petit del món.[110]